# Statuto di Londra
Lo Statuto di Londra (in tedesco Londoner Viermächte-Abkommen vom 8. August 1945) stabilì la base giuridica e le regole di procedura per i tribunali militari internazionali e statunitensi istituiti per il Processo di Norimberga. Durante la Conferenza di Londra dell'8 agosto 1945  i rappresentanti degli alleati della seconda guerra mondiale firmarono il cosiddetto "Accordo delle quattro potenze", a cui fu allegato lo Statuto del Tribunale Militare Internazionale.
Oggi è considerato il "certificato di nascita del diritto penale internazionale": in pratica, lo Statuto di Londra costituì la base della Legge del Consiglio di Controllo nº 10 a cui le autorità giudiziarie dei governi militari alleati si riferirono per l'accusa nei processi successivi a Norimberga.

## Origine
Lo statuto si basava sulla precedente "Dichiarazione di Mosca", firmata da USA, URSS e Regno Unito durante la Conferenza di Mosca dell'ottobre 1943. Il tribunale doveva avere giurisdizione sui criminali di guerra "per i cui crimini non esiste una specifica collocazione geografica". In conformità con la Dichiarazione di Mosca, gli altri criminali di guerra dovevano essere trasferiti nei Paesi in cui avevano commesso i loro crimini e portati davanti ai tribunali nazionali.
Il testo dello statuto fu discusso dalle delegazioni delle quattro potenze alleate, che si riunirono a Londra sotto la guida del lord cancelliere britannico Sir William Jowitt, che aveva sostituito Sir David Maxwell Fyfe dopo lo scioglimento del governo di guerra di Churchill. La delegazione americana era guidata dal giudice della Corte suprema degli Stati Uniti Robert H. Jackson e quella francese da Robert Falco, giudice della Cour de cassation di Parigi. Il vicepresidente della Corte suprema sovietica Iona Nikìtčenko era a capo della delegazione sovietica e il King's Counsel sir Hartley Shawcross era a capo della delegazione britannica. Lo Statuto di Londra fu firmato altresì dal Governo provvisorio della Repubblica francese. Le quattro potenze firmatarie fornirono anche un giudice per il Tribunale militare internazionale di Norimberga, che condusse il processo di Norimberga contro i principali criminali di guerra.

## Contenuti
Lo Statuto prevedeva l'istituzione di un Tribunale militare internazionale che avrebbe giudicato e punito i principali criminali di guerra dell'Asse. In particolare, doveva avere il diritto di processare tutte le persone che avevano commesso i seguenti crimini individualmente o come membri di un'organizzazione o di un gruppo:
- crimini contro la pace;
- crimini di guerra;
- crimini contro l'umanità.

Due di queste categorie erano già norme penali non codificate del diritto internazionale. I "crimini contro la pace" erano definiti come la pianificazione, l'inizio e lo svolgimento di una guerra di aggressione, così come la partecipazione a un piano comune o a una cospirazione a ciò finalizzata. I "crimini contro l'umanità" sono stati definiti come misure dirette contro la popolazione civile di un Paese al di fuori degli atti di guerra. Tra questi rientrano l'omicidio, la riduzione in schiavitù e la deportazione di civili, la persecuzione per motivi politici, razziali o religiosi. Questo poneva il problema della retroattività, perché al momento in cui questi reati erano stati commessi tali leggi non esistevano.
Lo Statuto stabiliva inoltre che la posizione ufficiale non doveva costituire ostacolo all'azione penale né avere un effetto attenuante. Ciò ha sancito la responsabilità penale dei membri del governo. È stata stabilita anche la responsabilità penale per l'esecuzione degli ordini criminali, pur concedendo al tribunale militare il potere discrezionale di considerare il dovere di obbedienza come attenuante.
In termini procedurali, lo statuto adottava in larga misura la tradizione giuridica anglosassone. Le corrispondenti disposizioni sulle regole di procedura contenute nello statuto consentivano al tribunale di avvalersi dei verbali dell'autorità inquirente derivanti dall'esame dei testimoni e delle persone che fornivano informazioni, i cosiddetti affidavit. Le persone non dovevano essere ascoltate dal tribunale stesso e i giudici potevano respingere le prove se le ritenevano "irrilevanti". Lo scopo di queste norme era non solo di garantire la rapidità dei processi, ma anche di evitare che gli imputati trascinassero il processo sostenendo che anche gli Alleati avevano commesso crimini di guerra ("tu quoque").
Inoltre, essi potevano presentare le proprie prove a discolpa e controesaminare i testimoni. Secondo l'articolo 26, la sentenza era definitiva e inoppugnabile.
Lo Statuto fece da base anche al sistema giuridico finlandese, approvato dal Parlamento finlandese l'11 settembre 1945, che ha reso possibili i processi per crimini di guerra in Finlandia.